# Resolutie 1755 Veiligheidsraad Verenigde Naties
Resolutie 1755 van de Veiligheidsraad van de Verenigde Naties werd op 30 april 2007 met unaniem door de VN-Veiligheidsraad aangenomen en verlengde de VN-vredesmacht in Soedan met een half jaar.

## Achtergrond
Al in de jaren 1950 was zwarte zuiden van Soedan in opstand gekomen tegen het overheersende Arabische noorden. De vondst van aardolie in het zuiden maakte het conflict er enkel maar moeilijker op. In 2002 kwam er een staakt-het-vuren en werden afspraken gemaakt over de verdeling van de olie-inkomsten. Verschillende rebellengroepen waren hiermee niet tevreden en in 2003 ontstond het conflict in Darfur tussen deze rebellen en de door de regering gesteunde janjaweed-milities. Die laatsten gingen over tot etnische zuiveringen en in de volgende jaren werden in Darfur grove mensenrechtenschendingen gepleegd waardoor miljoenen mensen op de vlucht sloegen.

## Inhoud

### Waarnemingen
De uitvoering van het vredesakkoord uit 2005 in Soedan maakte vooruitgang. De komende verkiezingen waren nu een belangrijke mijlpaal. Ook was voor het eerst een terugkeer van ontheemden georganiseerd. Men was wel bezorgd om bureaucratische beperkingen waaraan de UNMIS-vredesmacht was onderworpen en die de uitvoering van het mandaat hinderden. Verder waren ook de verslechterende humanitaire situatie en de voortdurende aanvallen op de bevolking in Darfur redenen tot zorgen. Ook waren op 19 januari personeelsleden van de VN, de AMIS-missie van de Afrikaanse Unie en van NGO's gearresteerd in Zuid-Darfur.

### Handelingen
Het mandaat van de UNMIS-vredesmacht werd verlengd tot 31 oktober 2007. Ook werd de secretaris-generaal gevraagd dringend een nieuwe speciale vertegenwoordiger voor Soedan aan te stellen.
De partijen van het vredesakkoord werden opgeroepen hun toezeggingen na te komen en:
- De ontwapening, demobilisatie en herintegratie van strijders nieuw leven in te blazen,
- Troepen terug te trekken,
- De grens tussen noord en zuid precies af te bakenen,
- De kwestie-Abyei op te lossen,
- Daar een administratie op te richten,
- De nationale verkiezingen binnen de voorziene tijd te houden.

## Verwante resoluties
- Resolutie 1713 Veiligheidsraad Verenigde Naties (2006)
- Resolutie 1714 Veiligheidsraad Verenigde Naties (2006)
- Resolutie 1769 Veiligheidsraad Verenigde Naties
- Resolutie 1779 Veiligheidsraad Verenigde Naties

Lijst ·  1739 ·  1740 ·  1741 ·  1742 ·  1743 ·  1744 ·  1745 ·  1746 ·  1747 ·  1748 ·  1749 ·  1750 ·  1751 ·  1752 ·  1753 ·  1754 ·  1755 ·  1756 ·  1757 ·  1758 ·  1759 ·  1760 ·  1761 ·  1762 ·  1763 ·  1764 ·  1765 ·  1766 ·  1767 ·  1768 ·  1769 ·  1770 ·  1771 ·  1772 ·  1773 ·  1774 ·  1775 ·  1776 ·  1777 ·  1778 ·  1779 ·  1780 ·  1781 ·  1782 ·  1783 ·  1784 ·  1785 ·  1786 ·  1787 ·  1788 ·  1789 ·  1790 ·  1791 ·  1792 ·  1793 ·  1794